# Cessna 210
El Cessna 210 Centurion es un avión monomotor de propósito general de altas prestaciones y capacidad de 6 plazas. Su primer vuelo tuvo lugar en enero de 1957 y su producción finalizó en 1985. El aparato era ofrecido principalmente en dos motorizaciones diferentes, por una parte la 210 de motor convencional, y por otra la turboalimentada T210; además de la versión P210 de cabina presurizada. Los Cessna 210 producidos a partir de 1966 tenían alas en voladizo, y algunos modelos montaban como opción un sistema de deshielo de las alas.

## Versiones
El Cessna 210 era ofrecido en múltiples versiones, siendo las más populares el 210N, el T210N (motor turboalimentado) y el P210N (cabina presurizada). Las variantes más raras y caras eran el T210R y el P210R, de las cuales se fabricaron unas pocas unidades entre 1985 y 1986. De los primeros diseños del Cessna 210 surgió el Cessna 205, del cual surgió toda una nueva familia de aeronaves incluyendo el Cessna 206 y el 207 de 8 plazas. Asimismo, existe una modificación turbohélice fabricada por O&N Aircraft conocida como Silver Eagle. 
Los principales competidores del 210 fueron el Beechcraft 36 Bonanza, el Piper Saratoga y el Piper PA-46 Malibu.

## Sucesores
Cessna reintrodujo en los 90 tres modelos monomotor cuya producción había sido abandonada en 1986, fueron el Cessna 172, el 182 y el 206. El 210 no fue incluido en este grupo debido a que la política de la compañía acerca de estas reintroducciones obligaba la adaptación de los aparatos a los nuevos estándares de Aviación Civil, algo que no era posible con el 210. Este hecho produjo un vacío en la línea de modelos de Cessna, careciendo de un avión monomotor de altas prestaciones que rápidamente presentaron sus competidores con aparatos como el Cirrus_SR22 o el Columbia 400  .

## Seguridad y accidentes
El único accidente destacable sucedió durante un vuelo de prueba con uno de los primeros 210A en el que el piloto de pruebas Albert Scott Crossfield murió al estrellarse en los bosques del estado de Georgia el 20 de abril de 2006. El informe preliminar del NTSB indica que el piloto se estrelló tras atravesar una fuerte tormenta de nivel 6, sin ser apreciado ningún fallo mecánico o de diseño que provocase el accidente.
El 18 de julio de 2023, en la Finca La Esmeralda, del Municipio de San Luis de Gaceno en Colombia, se precipitó a tierra la aeronave Cessna T210N de matrícula HK5138, cuando cubría la ruta Villavicencio - Bogotá, dejando como resultado el fallecimiento del piloto y 5 pasajeros. Testigos del accidente indican que el avión perdió las alas y se desplomó haciendo giros a gran velocidad.
El 2 de diciembre de 2023 una aeronave Cessna 210 de matrícula ZP-BDN se estrelló en el departamento de San Pedro cerca de la ciudad de Guayaibí en Paraguay. 4 personas, 1 piloto y 3 pasajeros, murieron en el accidente.

## Operadores comerciales
El 210 es uno de los aviones preferidos de muchas compañías gracias a su velocidad y a que tiene una capacidad de carga propia de un bimotor con los costes de un monomotor. Fuera de los Estados Unidos, es común en compañías del sur de África y de Oceanía. La mayor flota Archivado el 27 de septiembre de 2007 en Wayback Machine. de Cessna 210 (59 unidades) es operada por Flight Express, compañía de Orlando, Florida. En África puede reseñarse una pequeña compañía chárter de Windhoek (Namibia) que opera una flota de 7 aeronaves de este modelo.

## Especificaciones técnicas

Cessna 210.

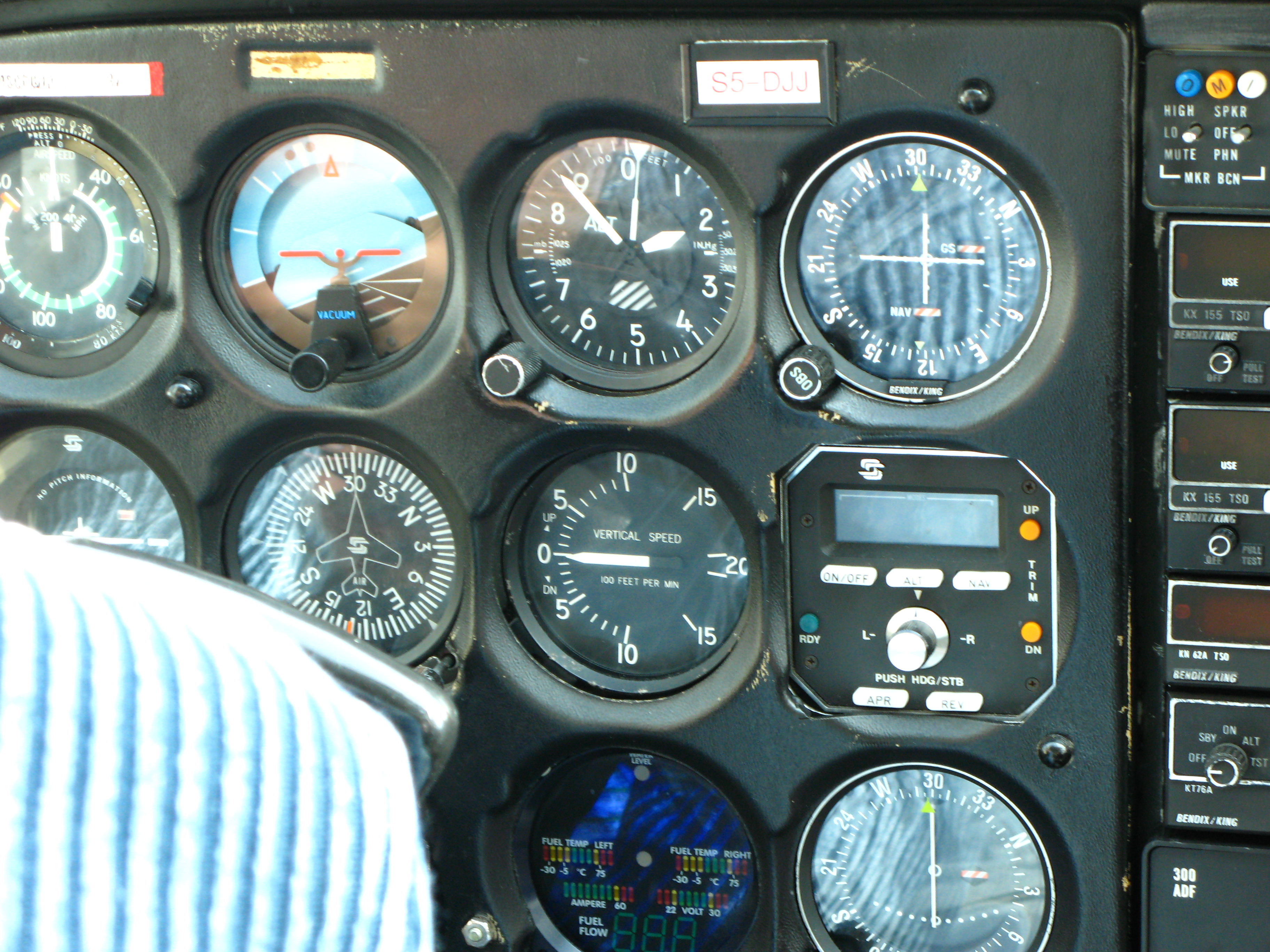
Panel de instrumentos de una Cessna 210.

### Características generales
- Tripulación: 1
- Capacidad: 5 pasajeros
- Longitud: 8,59 m
- Envergadura: 12,12 m
- Altura: 2,95 m
- Superficie alar: 16,82 m²
- Peso vacío: 1.089 kg
- Peso máximo al despegue: 1.814 kg
- Planta motriz:  6 cilindros opuestos horizontalmente Continental O-520.
  - Potencia: 231 kW cada uno.

### Rendimiento
- Velocidad máxima operativa (Vno): 378 km/h a 5.200 m
- Velocidad crucero (Vc): 358 km/h a 6.100 m
- Velocidad de entrada en pérdida (Vs): 108 km/h
- Alcance: 1.668 km a 3.050 m
- Techo de vuelo: 8230 m (27 001 ft)
- Régimen de ascenso: 4,7 m/s
- Carga alar: 111,8 kg/m²

### Desarrollos relacionados
- Cessna 182
- Cessna 206

### Aeronaves similares
- Beechcraft Bonanza
- Piper PA-32 Cherokee Six
- Piper PA-46 Malibu